# اي ان اف بي

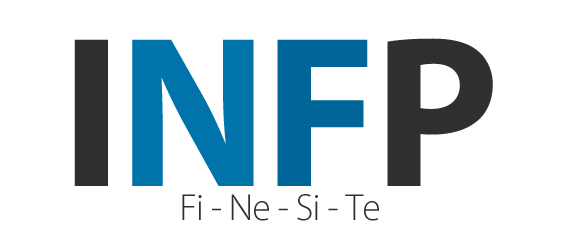
اي ان اف بي.

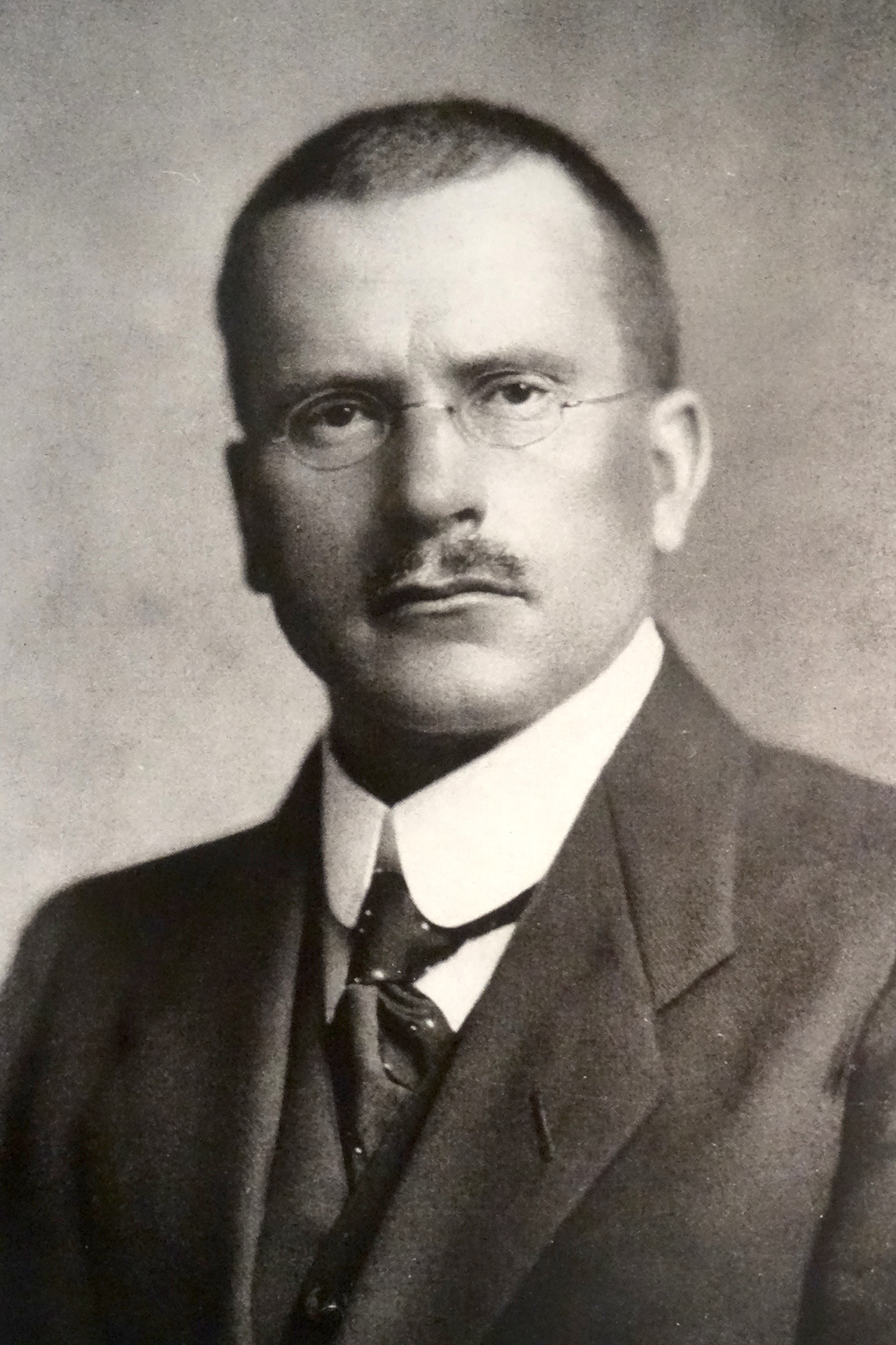
كارل غوستاف يونغ.

المعالج اي ان اف بي (اختصار لـ"introversion, intuition, feeling, perception" بمعنى الانطواء والحدس والشعور والإدراك) هو اختصار مستخدم في مؤشر مايرز بريجز (MBTI) لوصف واحد من ستة عشر نوعًا نفسيًا من الشخصيات.
تم تطوير مؤشر مايرز بريجز (MBTI) من بحث للطبيب النفسي كارل يونغ في كتابه الأنواع النفسية، يقترح من خلاله يونغ أنواع الشخصية النفسية بناءً على ملاحظاته للوظائف الإدراكية لمرضاه طوال تجربتهم السريرية. ومن خلال عمل كارل يونغ، بدأ الباحثون في استنباط نظرياتهم ومؤشراتهم الخاصة حسب الأنواع المناسبة، فتم إحداث مؤشر مايرز بريجز الذي طورته إيزابيل بريجز مايرز وكاثرين كوك بريجز، ثم فارز مزاج كيرسي (KTS) الذي طوره ديفيد كيرسي.
يشير كيرسي إلى «اي ان اف بي» على أنهم معالجون، وهو واحد من أربعة أنواع تنتمي إلى ما يسمى بالمزاج المثالي. وتعد شخصيات «اي ان اف بي» من اندر أنواع الشخصيات، حيث تشكل حوالي مع 4-5 ٪ فقط من السكان.

## صفات تلك الشخصيات
يتميزون بالتأمل و العاطفة ولديهم إتصال عميق بمشاعرهم الخاصة و مشاعر الآخرين فيصبحون بذلك أصدقاء متفهمين. وعلي الرغم من كونهم إنطوائيين، فهم مغامرون أيضا.

## نظرية MBTI

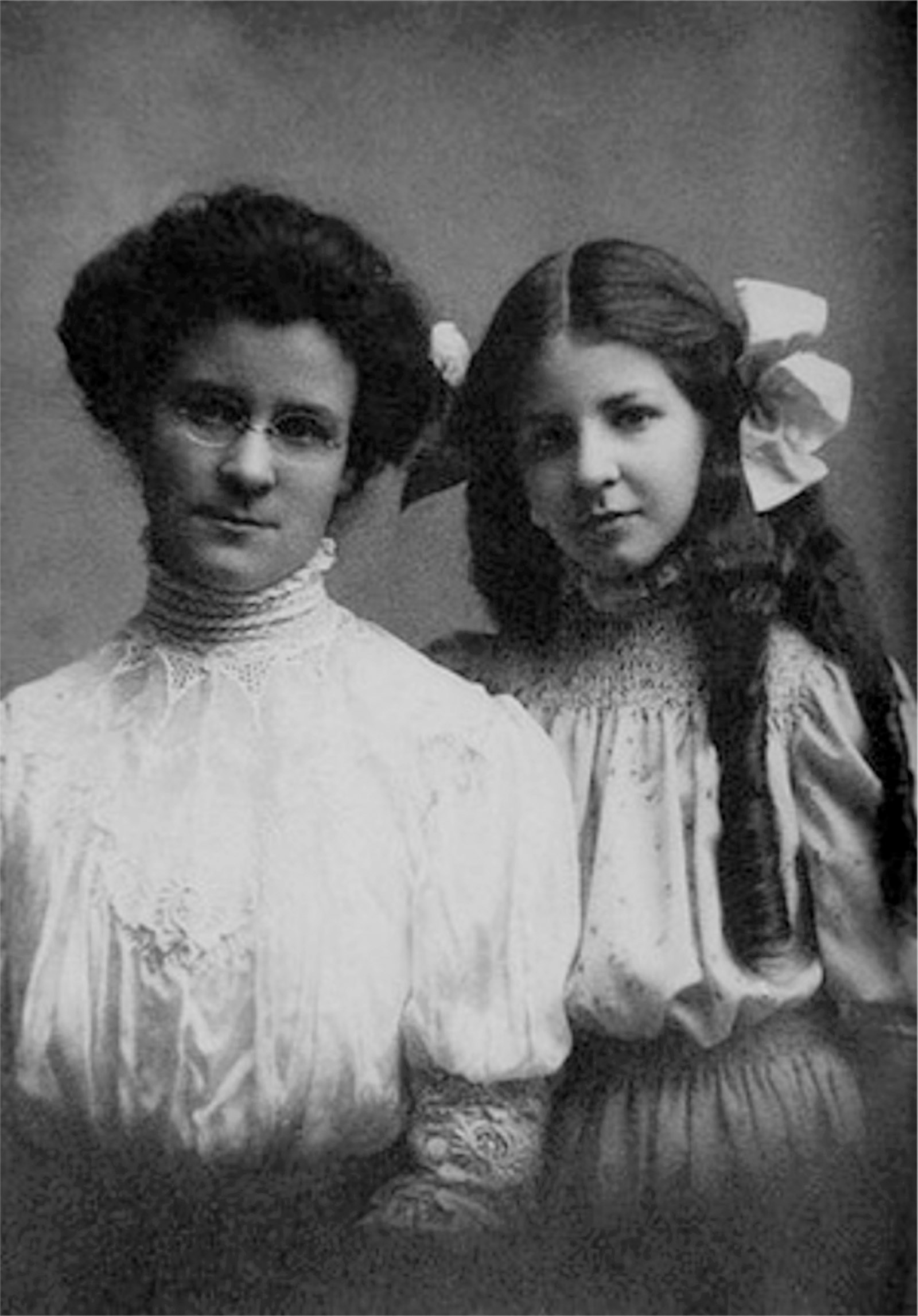
كاثرين بريجز وإيزابيل بريجز مايرز.

## تاريخ
بدأت بريجز بحثها في الشخصية في عام 1917. وعند لقائها بزوج ابنتها المستقبلي، لاحظت وجود اختلافات ملحوظة بين شخصيته وشخصية أفراد الأسرة الآخرين. شرعت بريغز في مشروع قراءة السير الذاتية، ثم طورت لاحقًا تصنيفًا اقترحت فيه أربعة أمزجة: التأملي، والعفوي، والتنفيذي، والاجتماعي.
بعد نشر الترجمة الإنجليزية لكتاب كارل يونج "الأنماط النفسية" في عام 1923 (نُشر لأول مرة باللغة الألمانية تحت عنوان "الأنماط النفسية" في عام 1921)، أدركت بريجز أن نظرية يونج تشبه نظريتها ولكنها تجاوزت ذلك بكثير. وقد تم تحديد أنواع بريجز الأربعة فيما بعد على أنها تتوافق مع كل من: IXXXs (الانطوائيون: "التأمليّون")، و EXXPs (الانطوائيون والمنقبون: "العفويون")، و EXTJs (الانطوائيون والمفكرون والحكام: "التنفيذيون")، و EXFJs (الانطوائيون والمشاعر والحكام: "الاجتماعيون"). كانت أولى منشوراتها عبارة عن مقالتين تصفان نظرية يونج في مجلة "الجمهورية الجديدة" بعنوان "تعرف على نفسك باستخدام صندوق رسم الشخصية" (1926) و"النهوض من الهمجية" (1928). وبعد دراسة مستفيضة لأعمال يونج، وسعت بريجز وابنتها اهتمامهما بالسلوك البشري إلى جهود لتحويل نظرية الأنواع النفسية إلى استخدام عملي.
على الرغم من أن مايرز تخرجت من كلية سوارثمور في العلوم السياسية عام 1919، إلا أن مايرز وبريغز لم يتلقيا تعليمًا رسميًا في مجال علم النفس، وكلاهما تعلمت ذاتيًا في مجال الاختبارات النفسية. ومن هاي، تعلمت مايرز من مايرز بناء الاختبارات البدائية، وتسجيل الدرجات، والتحقق من صحة الاختبارات، والأساليب الإحصائية.
وقد بدأت بريجز ومايرز في إنشاء مؤشرهما خلال الحرب العالمية الثانية (1939-1945) اعتقادًا منهما بأن معرفة تفضيلات الشخصية ستساعد النساء اللاتي يدخلن القوى العاملة الصناعية لأول مرة على تحديد أنواع الوظائف التي ستُتاح لهن في وقت الحرب والتي ستكون "الأكثر راحة وفعالية" بالنسبة لهن. وقد أعيد نشر كتيب مؤشر بريجز مايرز للنوع الذي نُشر في عام 1944 باسم "مؤشر بريجز-بريجز للنوع" في عام 1956.
اجتذبت أعمال مايرز انتباه هنري تشونسي، رئيس خدمة الاختبارات التعليمية، وهي منظمة تقييم خاصة. وتحت هذه الرعاية، تم نشر أول "دليل" لمؤشر MBTI في عام 1962. وتلقى مؤشر MBTI مزيداً من الدعم من دونالد و. ماكينون، رئيس معهد الشخصية والبحوث الاجتماعية في جامعة كاليفورنيا في بيركلي، و دبليو هارولد غرانت، الأستاذ في جامعة ميشيغان الحكومية وجامعة أوبورن، وماري ماكولي من جامعة فلوريدا. تم نقل نشر مؤشر MBTI إلى مطبعة علماء النفس الاستشاريين في عام 1975، وتم تأسيس مركز تطبيقات النوع النفسي كمختبر بحثي.
بعد وفاة مايرز في مايو 1980، قامت ماري ماكولي بتحديث دليل MBTI، ونُشرت الطبعة الثانية في عام 1985. وظهرت الطبعة الثالثة في عام 1998.

## اختصار مؤشر

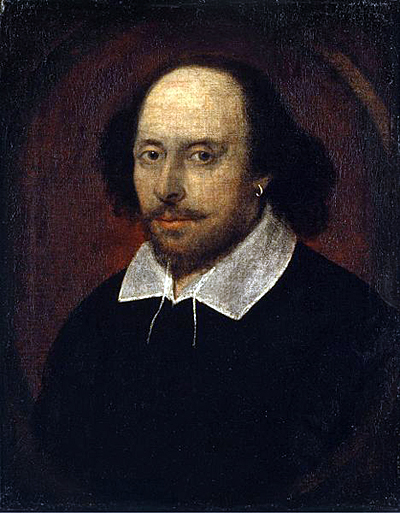
حدد عالم النفس ديفيد كيرسي ويليام شكسبير على أنه اي ان اف بي.

تشير تفضيلات «ام بي تي اي» إلى وجود اختلافات في الأشخاص بناءً على ما يلي:
- كيف يركز الأشخاص النفسيين انتباههم أو طاقتهم (الانطواء)
- كيف يدرك أو يأخذ الأشخاص النفسيين المعلومات (الحدس)
- كيف يفضل الأشخاص النفسيين اتخاذ القرارات (الحس أم شعور)
- كيف يتم توجيه الأشخاص النفسيين نحو العالم الخارجي (الإدراك)

باستخدام تفضيلاتهم في كل مجال من هذه المجالات، يمكن للناس تطوير ما يسميه جونغ ومايرز بالأنواع النفسية. ينتج نمط الشخصية الأساسي هذا عن التفاعل الديناميكي بين التفضيلات الأربعة، فيما يتعلق بتأثيراتهم البيئية وميولاتهم الفردية. يميل الناس إلى تطوير السلوكيات والمهارات والمواقف بناءً على نوعهم الخاص. لكل نوع شخصية قوته الكامنة بالإضافة إلى المجالات التي تتيح الفرصة للتطور.
تتكون أداة «ام بي تي اي» من أسئلة متعددة الخيارات تجيب على أسس الثنائيات الأربعة (زوج من الأضداد النفسية). هناك ستة عشر نتيجة ممكنة، يتم تحديد كل منها من خلال رمزها المكون من أربعة أحرف والمشار إليها بحرفها الأولي. تبلغ دقة «اي ان اف بي» حوالي 75٪ وفقًا لدليلها الخاص.
1. - الإنطواء : تميل شخصيات «اي ان اف بي» بشكل عام إلى السرية والتحفظ. حيث يفضلون التفاعل مع عدد قليل من الأصدقاء المقربين بدلاً من التعامل مع دائرة كبيرة من المعارف، إذ يفقدون طاقتهم عند التواصل الاجتماعي بينما يحدث العكس مع الأشخاص المنفتحين اجتماعيا.
2. - الحدس : : تميل شخصيات «اي ان اف بي» بشكل عام إلى التجرد أكثر من التفصيل. حيث يركزون انتباههم على الصورة الكبيرة لشيء أو موقف بدلاً من تفاصيله، وعلى السياق بدلاً من الشيء نفسه وحول الاحتمالات المستقبلية بدلاً من الحقائق الفورية.
3. - والشعور: تميل شخصيات «اي ان اف بي» إلى تقدير الاعتبارات الشخصية على المعايير الموضوعية. حيث يميلون عند اتخاذ القرارات إلى إعطاء وزن أكبر للآثار الاجتماعية بدلاً من المنطق.
4. - الإدراك : تميل شخصيات «اي ان اف بي» إلى التحفظ على أحكامهم ويستغرقون وقتًا لاتخاذ قرارات مهمة، مفضلين إبقاء أكبر عدد ممكن من الاحتمالات مفتوحة في حالة تغير الظروف.